# Balthazar
Balthazar var en musikgrupp (rockmusik) från Furulund i Skåne, som i början av 80-talet spelade hårdrock under parollen uppfinningsrik rock.
Förlagan till gruppen startades 1979 av Stefan Rydberg (gitarr), Jörgen Hansson (gitarr), Mikael Johansson (bas) och Björn Svensson (trummor). Svensson slutade och ersattes av Ronny Persson. Ungefär samtidigt anslöt Kent Persson (keyboards). Det nya bandet tog sig namnet Balthazar. Efter ytterligare ett år tillkom Peter Türsch (sång). Bandet rönte en del lokala framgångar och LP:n Hiding In The Closet togs emot positivt av pressen. Gruppen framträdde företrädesvis på rockgalor och rockklubbar i södra Sverige. I slutet av 1983 beslöt man att lägga ner verksamheten.

## Medlemmar

### Senaste medlemmar
- Stefan Rydberg – gitarr (1979–1983)
- Jörgen Hansson – gitarr (1979–1983)
- Mikael Johansson – basgitarr (1979–1983)
- Ronny Persson – trummor (1979–1983)
- Kent Persson – keyboard (1979–1983)
- Peter Türsch – sång (1980–1983)

### Tidigare medlemmar
- Björn Svensson – trummor (1979)

## Diskografi

### Studioalbum
- 1982 – Hiding In The Closet (LP)

### Singlar
- 1983 – "Can't Cry Easy" / "Soldier of Love"